# Andrei Tchmil
Andrei Tchmil, ukrainska: Андрій Чміль, född 22 januari 1963 i Chabarovsk, Ryska SFSR, Sovjetunionen, är en rysk-belgisk före detta professionell tävlingscyklist. Tchmil tävlade för Ukraina i de Olympiska sommarspelen 1996 i Atlanta och tävlade innan dess med moldaviskt pass. Sedan 1998 är han belgisk medborgare.

## Karriär
Andrei Tchmil flyttade under Sovjettiden med sin familj från Chabarovsk till Ukrainska SSR. Han flyttade sedan därifrån till en cykelskola i Moldavien. Glasnost gav Tchmil och andra sovjetiska cyklister möjligheten att bli proffs i Europa och 1989 kontrakterades han av det San Marino-registrerade italienska stallet Alfa Lum.
Tchmil vann sina första stora tävlingar 1991 då han segrade i de sovjetiska nationsmästerskapens linjelopp samt endagsloppen GP Pino Cerami och Paris–Bourges.
Tchmil skulle visa sig specialiserad på endagsklassiker och 1994 kom hans stora genombrott då han vann GP Ouest-France, E3 Prijs Vlaanderen samt gatstensloppet Paris–Roubaix.
Andra stora segrar som Tchmil cyklade hem var Paris–Tours 1997, Milano–San Remo 1999 och Flandern runt 2000. 1999 vann han dessutom UCI Road World Cup.
Tchmil hade det svårare i de stora etapploppen. Han deltog i Tour de France fem gånger men vann aldrig någon etapp och nådde slutmålet i Paris endast två gånger.

## Meriter

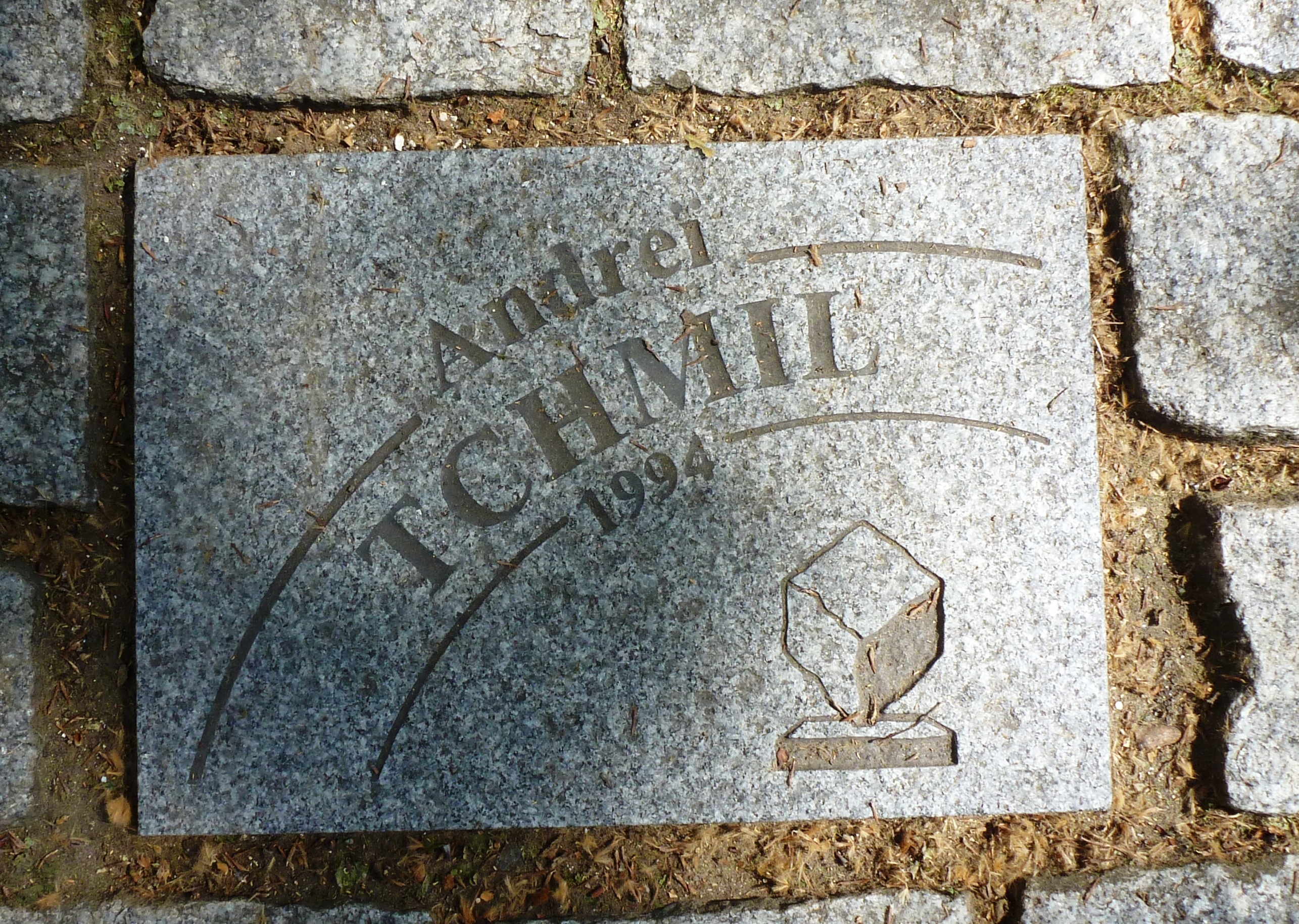
Gatsten på Allée Charles Crupelandt i Roubaix som visar på Andrei Tchmils seger i Paris–Roubaix 1994.

1991
 Nationsmästerskapens linjelopp
Grand Prix Pino Cerami
Paris–Bourges
1994
GP Ouest-France
E3 Prijs Vlaanderen
Paris–Roubaix
1995
Paris-Camembert
Tour du Limousin
Stadsprijs Geraardsbergen
1997
Dwars door Vlaanderen
Paris–Tours
Memorial Rik Van Steenbergen
1998
Kuurne–Bryssel–Kuurne
1999
 UCI World Cup
Milano–San Remo
2000
Coppa Sabatini
Kuurne–Bryssel–Kuurne
Flandern runt
2001
E3 Prijs Vlaanderen
GP Beghelli
2002
etapp 3, Belgien runt

## Stall
- Alfa Lum 1989–1990
- S.E.F.B.-Saxon-Gan 1991
- GB-MG Maglificio 1992–1993
- Lotto 1994–2002